# Мемфида
Мемфида (др.-греч. Μέμφις) — в древнегреческой мифологии дочь речного бога Нила, внучка Океана, сестра Анхинои, жена царя Египта Эпафа, мать Ливии.
Женский эпоним египетского города Мемфис.